# Pál Gerevich
Pál Gerevich (ur. 10 sierpnia 1948 w Budapeszcie) – węgierski szablista, dwukrotny medalista olimpijski i wielokrotny medalista mistrzostw świata. 
Na igrzyskach olimpijskich w Monachium w 1972 roku wspólnie z Tiborem Pézsą, Péterem Marótem, Péterem Bakonyim i Tamásem Kovácsem zdobył brązowy medal. W zawodach indywidualnych nie startował. Brał również udział w igrzyskach olimpijskich w Moskwie w 1980 roku, gdzie reprezentacja Węgier w składzie: Imre Gedővári, Pál Gerevich, Ferenc Hammang, Rudolf Nébald i György Nébald zdobyła brązowy medal w turnieju drużynowym. W rywalizacji indywidualnej zajął dziewiąte miejsce.
Podczas mistrzostw świata w Göteborgu w 1973 roku wspólnie z Tamásem Kovácsem, Attilą Kovácsem, Péterem Marótem i Ferencem Hammangiem zdobył złoty medal w zawodach drużynowych. W tej samej konkurencji zdobywał następnie złote medale na mistrzostwach świata w Hamburgu (1978), mistrzostwach świata w Clermont-Ferrand (1981) i mistrzostwach świata w Rzymie (1982), srebrny na mistrzostwach świata w Budapeszcie (1975) oraz brązowe na mistrzostwach świata w Grenoble (1974) i mistrzostwach świata w Buenos Aires (1977). Na ostatniej z tych imprez wywalczył także złoty medal indywidualnie, wyprzedzając Władimira Nazłymowa z ZSRR i Włocha Angelo Arcidiacono.
Syn Aladára i Erny Bogen oraz wnuk Alberta Bogena. Jego żona, Gyöngyi Bardi-Gerevich, była siatkarką.